# Leptaulax analis
Leptaulax analis is een keversoort uit de familie Passalidae. De wetenschappelijke naam van de soort is voor het eerst geldig gepubliceerd in 1906 door Zang.